# Ghes
Ghes fou un estat tributari protegit del tipus zamindari al districte de Sambalpur a les Províncies Centrals, Índia. El 1881 tenia 7.030 habitants repartits en 25 pobles. La superfície era de 78 km². La capital era Ghes a 21° 11′ 30″ N, 83° 20′ 00″ E / 21.19167°N,83.33333°E amb 979 habitants el 1881. L'estat ocupava la cantonada sud-oest del districte, amb població agrícola de majoria banjara, gond i kandh i un nombre reduït de kalites que posseïen els millors pobles. Dels 25 pobles només 4 passaven de 500 habitants.
La família regnant de zamindars eren banjares. El primer zamindar l'hauria rebut del raja de Sambalpur, lliure de renda o amb un tribut molt petit. El 1857 el zamindar es va unir a la rebel·lió de Surendra Sah, però fou perdonat per l'amnistia de 1858 però més tard fou condemnat per haver allotjat rebels i sentenciat a 7 anys de presó, morint en aquesta vers 1865; el va succeir el seu fill Ujal Singh.